# 断线真狼绵鳚
断线真狼绵鳚，為輻鰭魚綱鱸形目绵鳚亞目绵鳚科的其中一種，分布於南冰洋羅斯海海域，屬底棲性魚類，棲息深度在水深550至588公尺，體長可達23公分。

## 扩展阅读
維基物種上的相關：断线真狼绵鳚